# Huperzia filiformis
Huperzia filiformis là một loài thực vật có mạch trong Họ Thạch tùng. Loài này được (Sw.) Holub mô tả khoa học đầu tiên năm 1985.